# پاپرز

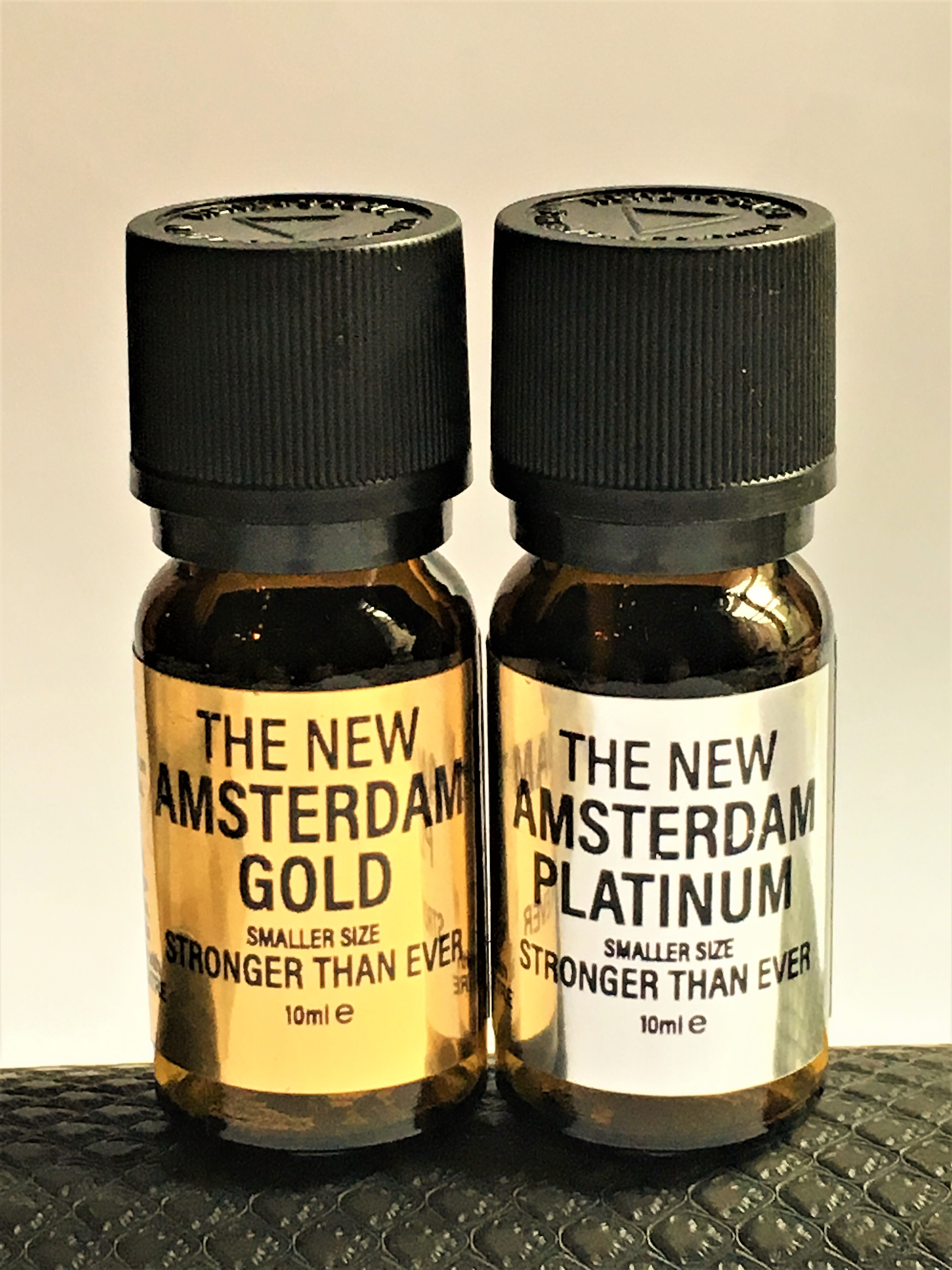
پاپرز امیل نیتریت قابل استنشاق

پاپرز (Poppers) دسته‌ای از داروهای تفننی هستند که به خانواده ترکیبات شیمیایی آلکیل نیتریت تعلق دارند. هنگامی که بخارات این مواد استنشاق می‌شود، به‌عنوان گشادکننده‌های عروق قوی عمل کرده و باعث یوفوریا (سرخوشی) خفیف، احساس گرما و سرگیجه می‌شوند. اثرات آن‌ها معمولاً با سرعت آغاز می‌شود و دوام کوتاهی دارند.
استفاده تفننی از پاپرز ممکن است برای افرادی که دچار مشکلات قلبی، کم‌خونی یا گلوکوم (آب‌سیاه چشم) هستند، خطرناک باشد. از جمله عوارض گزارش‌شده می‌توان به غش، رتینوپاتی و کاهش بینایی اشاره کرد.
از آن‌جا که پاپرز طیف وسیعی از ترکیبات شیمیایی را شامل می‌شود، وضعیت قانونی آن‌ها در مناطق مختلف جهان متفاوت است. این مواد اغلب با نام‌هایی مانند خوشبوکننده هوا، براق‌کننده چرم، پاک‌کننده لاک ناخن یا تمیزکننده هد ویدیو بسته‌بندی می‌شوند تا قوانین ضد مواد مخدر را دور بزنند.
نام «پاپرز» از صدای ترکیدن شیشه‌های کوچک این ماده گرفته شده که برای استنشاق بخار آن، شکسته می‌شدند. آمیل نیتریت برای نخستین‌بار در اواخر قرن نوزدهم، برای درمان آنژین قلبی تجویز شد.
امروزه مشتقاتی از آن مانند ایزوآمیل نیتریت، ایزوپنتیل نیتریت، ایزوپروپیل نیتریت و ایزوبوتیل نیتریت وجود دارد. این ترکیبات مشمول قوانین مختلفی هستند؛ به‌عنوان مثال، ایزوبوتیل نیتریت در اتحادیه اروپا ممنوع است.
پاپرز به‌عنوان شل‌کننده عضلات نیز شناخته می‌شوند و باعث شل‌شدن عضلات صاف غیرارادی مانند عضلات گلو و مقعد می‌شوند. این اثر فیزیولوژیکی، همراه با دیگر اثرات (مانند یوفوریا خفیف)، موجب شده تا پاپرز در زمینه روابط جنسی و به‌ویژه در آمیزش مقعدی مورد استفاده تفننی قرار گیرند، زیرا می‌توانند برانگیختگی جنسی را افزایش داده و انجام برخی اعمال جنسی را تسهیل کنند.
پاپرز بخشی از فرهنگ کلاب و دیسکو بودند که از اواسط دهه ۱۹۷۰ شکل گرفت و در دهه‌های ۱۹۸۰ و ۱۹۹۰ با رونق گرفتن فرهنگ ریو (rave) محبوبیت بیشتری یافتند.

## نحوه مصرف و اثرات

#### نحوه مصرف
پاپرز به‌صورت مایع عرضه می‌شوند، اما این مایع مستقیماً مصرف نمی‌شود. زمانی که درِ بطری باز می‌شود، بخار آن استنشاق می‌شود، نه خود مایع. این عمل معمولاً از طریق سوراخ‌های بینی انجام می‌گیرد، اغلب مستقیماً از بطری (بدون تماس بطری با پوست) یا با کمک استنشاق‌کننده‌های کوچک.

#### اثرات فیزیولوژیکی
استنشاق نیتریت‌ها باعث شل‌شدن سریع، کوتاه‌مدت و غیر اختصاصی عضلات صاف بدن می‌شود، از جمله عضلات اسفنکتر مقعد و واژن.
از آن‌جا که دیواره رگ‌های خونی توسط عضلات صاف احاطه شده‌اند، شل‌شدن این عضلات موجب کاهش فشار داخلی رگ‌ها شده و در نتیجه، به گشاد شدن عروق (وازودیلاتاسیون)، افت فشار خون و افزایش جبرانی ضربان قلب (تاکی‌کاردی رفلکسی) منجر می‌شود.
این گشادشدگی عروق ممکن است موجب سرگیجه، سردرد، تهوع، استفراغ، گرگرفتگی و احساس گرما یا هیجان شود. بیشینهٔ اثر گشادکنندگی عروق معمولاً ظرف ۳۰ ثانیه رخ می‌دهد و اثرات ثانویهٔ فیزیولوژیکی بین ۵ تا ۱۰ دقیقه ادامه دارد.

#### اثرات روانی
استنشاق نیتریت‌ها می‌تواند به بروز احساس سرخوشی (یوفوریا)، افزایش حساسیت حسی، کاهش بازداری‌های روانی، افزایش اعتماد به نفس و در برخی موارد، اختلال در قضاوت یا سردرگمی منجر شود.

## وضعیت قانونی

#### استرالیا
پاپرز در استرالیا قانونی هستند. از سال ۲۰۲۰، فروش آن‌ها به‌عنوان ماده دارویی دسته‌بندی‌شده نیز مجاز شده است؛ به‌گونه‌ای که برخی از انواع آن به‌عنوان داروی رده ۳ (قابل فروش بدون نسخه در داروخانه‌ها)، و برخی دیگر به‌عنوان داروی رده ۴ (فقط با نسخه پزشک) در دسترس قرار گرفته‌اند.

##### تاریخچه قانون‌گذاری پاپرز در استرالیا
در ژوئن ۲۰۱۸، اداره کالاهای درمانی استرالیا (TGA) پیشنهاد داد تا آلکیل نیتریت‌ها در رده ۹ مواد ممنوعه (در کنار هروئین و کوکائین) طبقه‌بندی شوند. این پیشنهاد با واکنش منفی جامعه LGBTQI روبه‌رو شد که آن را تبعیض‌آمیز می‌دانستند و خواستار ارائه شواهد دقیق‌تر و مشورت عمومی بیشتر شدند.
در اکتبر ۲۰۱۸، فدراسیون سازمان‌های ایدز استرالیا (AFAO) ضمن انتقاد از کمبود شواهد علمی کافی از سوی TGA، اعلام کرد که استفاده از آمیل نیتریت طی دهه گذشته پایدار بوده و شواهد اندکی از آسیب ناشی از مصرف آن وجود دارد. همچنین استفاده از این ماده در میان درصد بالایی از مردان همجنس‌گرا سابقه طولانی دارد.
بررسی نهایی این تصمیم از ۲۹ نوامبر ۲۰۱۸ به ژانویه یا فوریه ۲۰۱۹ موکول شد تا فرصت بیشتری برای مشورت عمومی فراهم شود.
تا مارس ۲۰۱۹، دو جلسه عمومی در شهرهای سیدنی و ملبورن با حضور مؤسسات تحقیقاتی مانند مؤسسه کربی و مرکز تحقیقات جنسی، سلامت و جامعه (ARCSHS) برگزار شد. همراه با ۷۰ پیشنهاد مکتوب عمومی، مخالفت‌های زیادی با تغییر طبقه‌بندی آلکیل نیتریت‌ها صورت گرفت. منتقدان اعلام کردند که ممنوعیت این مواد می‌تواند منجر به افزایش آسیب‌های جنسی مانند آسیب‌های مقعدی یا انتقال بیماری‌های خونی شود.
در ژوئن ۲۰۱۹، دولت استرالیا تصمیم گرفت که پاپرز را ممنوع نکند.

#### کانادا
از سال ۲۰۱۳، سازمان سلامت کانادا توزیع و فروش هرگونه پاپرز را ممنوع اعلام کرده است.

#### اروپا
از سال ۲۰۰۷، پاپرز بازفرمول‌بندی‌شده حاوی ایزوپروپیل نیتریت در اتحادیه اروپا به فروش می‌رسند؛ در حالی که ایزوبوتیل نیتریت در این منطقه ممنوع است.
در فرانسه، فروش محصولات حاوی بوتیل نیتریت از سال ۱۹۹۰ به‌دلیل خطر برای مصرف‌کننده ممنوع شد. در سال ۲۰۰۷، دولت این ممنوعیت را به تمام آلکیل نیتریت‌هایی که مجوز دارویی نداشتند گسترش داد. با این حال، پس از شکایت برخی فروشندگان، شورای حکومتی فرانسه این ممنوعیت فراگیر را لغو کرد و اعلام نمود که خطرات مطرح‌شده بیشتر مستلزم هشدار روی بسته‌بندی هستند، نه ممنوعیت کامل.
در آلمان، اتریش و سوئیس، نگهداری پاپرز قانونی است زیرا در رده داروهای بیهوشی طبقه‌بندی نمی‌شود. اما فروش یا تجارت آمیل نیتریت بدون مجوز خلاف قانون مواد مخدر این کشورهاست. در مواردی، پاپرز از برخی فروشگاه‌های جنسی که به‌صورت غیرقانونی اقدام به فروش آن می‌کردند، ضبط شده‌اند.

#### بریتانیا
پاپرز در بریتانیا در کلاب‌ها، بارها، فروشگاه‌های جنسی، فروشگاه‌های وسایل روان‌گردان، اینترنت و بازارها به فروش می‌رسند. طبق قانون داروهای سال ۱۹۶۸، فروش پاپرز در صورت تبلیغ برای مصرف انسانی غیرقانونی است.
در سال ۲۰۱۱، شورای مشورتی سوءمصرف مواد اعلام کرد که پاپرز در واقع بیشتر تحت پوشش قانون عرضه مواد مست‌کننده ۱۹۸۵ قرار می‌گیرند تا قانون مواد روان‌گردان.
قانون مواد روان‌گردان سال ۲۰۱۶ که از اول آوریل همان سال اجرایی شد، در ابتدا به‌عنوان ممنوعیتی گسترده بر تولید، واردات و توزیع تمام انواع پاپرز تلقی می‌شد. در ژانویه ۲۰۱۶، پیشنهادی برای استثنا کردن آلکیل نیتریت‌ها از این قانون رد شد. در این میان، نماینده محافظه‌کار بن هاولت با این استثنا مخالفت کرد، در حالی که نماینده محافظه‌کار دیگر، کریسپین بلانت اعلام کرد که خود نیز از مصرف‌کنندگان فعلی پاپرز است. تولیدکنندگان نیز نگرانی‌هایی درباره از دست دادن کسب‌وکار و بیکاری احتمالی ابراز کردند.
در مارس ۲۰۱۶، شورای مشورتی سوءمصرف مواد اعلام کرد که آلکیل نیتریت‌ها مستقیماً سیستم عصبی مرکزی را تحریک یا سرکوب نمی‌کنند، بنابراین پاپرز تحت شمول قانون مواد روان‌گردان ۲۰۱۶ قرار نمی‌گیرند.

#### ایالات متحده آمریکا
آمیل نیتریت برای اولین‌بار در سال ۱۹۳۷ به‌عنوان داروی نسخه‌ای در آمریکا عرضه شد. در سال ۱۹۶۰، با توجه به ایمنی مصرف، شرط نسخه لغو شد، اما پس از افزایش مصرف تفننی، در سال ۱۹۶۹ الزام نسخه مجدداً برقرار شد.
در پی این محدودیت، تعداد زیادی برند حاوی بوتیل نیتریت وارد بازار شد.
در سال ۱۹۸۸، طبق قانون مبارزه با سوءمصرف مواد مخدر، بوتیل نیتریت ممنوع شد. در نتیجه، توزیع‌کنندگان به فروش آلکیل نیتریت‌های دیگر مانند ایزوپروپیل نیتریت روی آوردند.
در سال ۱۹۹۰، با تصویب قانون کنترل جرایم، این ترکیبات نیز ممنوع شدند.
هر دو قانون فوق، استثنایی برای استفاده‌های صنعتی و تجاری قائل هستند، مشروط بر آن‌که این مواد برای اثرات نشئه‌آور یا مصرف انسانی تولید نشده باشند.